# Discotrochus
Genre
Discotrochus est un genre de coraux durs de la famille des Turbinoliidae.

## Liste d'espèces
Le genre Discotrochus comprend les espèces suivantes :
| Selon World Register of Marine Species (16 juillet 2015) : - Néant | Selon Paleobiology Database (16 juillet 2015) : - Discotrochus astericus - Discotrochus cylindricus - Discotrochus hoelzli - Discotrochus michelottii - Discotrochus pateriformis - Discotrochus pseudoduncani |